# Jaroslav Durych
Jaroslav Durych (n. 2 decembrie 1886 - d. 7 aprilie 1962) a fost un poet, dramaturg, jurnalist ceh.
Scrierile sale au ca temă comuniunea omului cu natura, istoria și îmbină ironia cu sublimul.

## Opera

### Poezie
- 1923: Păpuși ("Panenky");
- 1925: Balade ("Balady");
- 1925: Cântecul cerșetorului ("Žebrácké písně");
- 1928: Cântec de dragoste ("Píseň milostná");
- 1928: Eva.

### Roman
- 1919: Munții ("Na horách");
- 1929: Drumeție ("Bloudění");
- 1931: Doamna Anežka Berková ("Paní Anežka Berková");
- 1940: Servitori inutili ("Služebníci neužiteční");
- 1934: Cântecul trandafirului ("Píseň o růži");
- 1969: Suflet și stea ("Duše a hvězda");
- 1969: Curcubeul divin ("Boží duha").

## Dramă
- 1915: Sfântul Gheorghe ("Svatý Jiří");
- 1926: Ajunul Crăciunului ("Štědrý večer").

### Eseu
- 1923: Roza gotică ("Gotická růže");
- 1929: Peregrinaj în Spania ("Pouť do Španělska").